# Grondeldolfijnen
De grondeldolfijnen (Monodontidae), ook wel witte dolfijnen of narwalachtigen genoemd, vormen een groep van grote, sociale dolfijnen. Alle soorten hebben een soepele nek en een beweeglijke, stompe kop. Ze vormen een familie uit de parvorde der tandwalvissen (Odontoceti).

## Leefwijze
Alle soorten jagen op vis, inktvis en schaaldieren. Ze vangen het voedsel zowel in ondieper water als op de zeebodem. Het zijn sociale soorten: een groep narwals kan uit meer dan duizend dieren bestaan. De beloega heeft een uitgesproken gezichtsmimiek, en communiceert met mimiek en zang met andere soortgenoten.

## Verspreiding
De narwal (Monodon monoceros) en de beloega of witte dolfijn (Delphinapterus leucas) leven beiden in de koudere wateren van het noordpoolgebied.

## Taxonomie
Tegenwoordig leven er nog twee soorten in evenveel geslachten. In sommige classificaties wordt ook het geslacht Orcaella tot deze groep gerekend, die gebruikelijker onder de Delphinidae worden gerekend.
- Familie: Monodontidae (Grondeldolfijnen, witte dolfijnen of narwalachtigen)
  - Geslacht: Delphinapterus
    -  Soort: Delphinapterus leucas (Beloega) of (witte dolfijn)

  -  Geslacht: Monodon
    -  Soort: Monodon monoceros (Narwal)